# Poging tot staatsgreep in Bulgarije van 1965

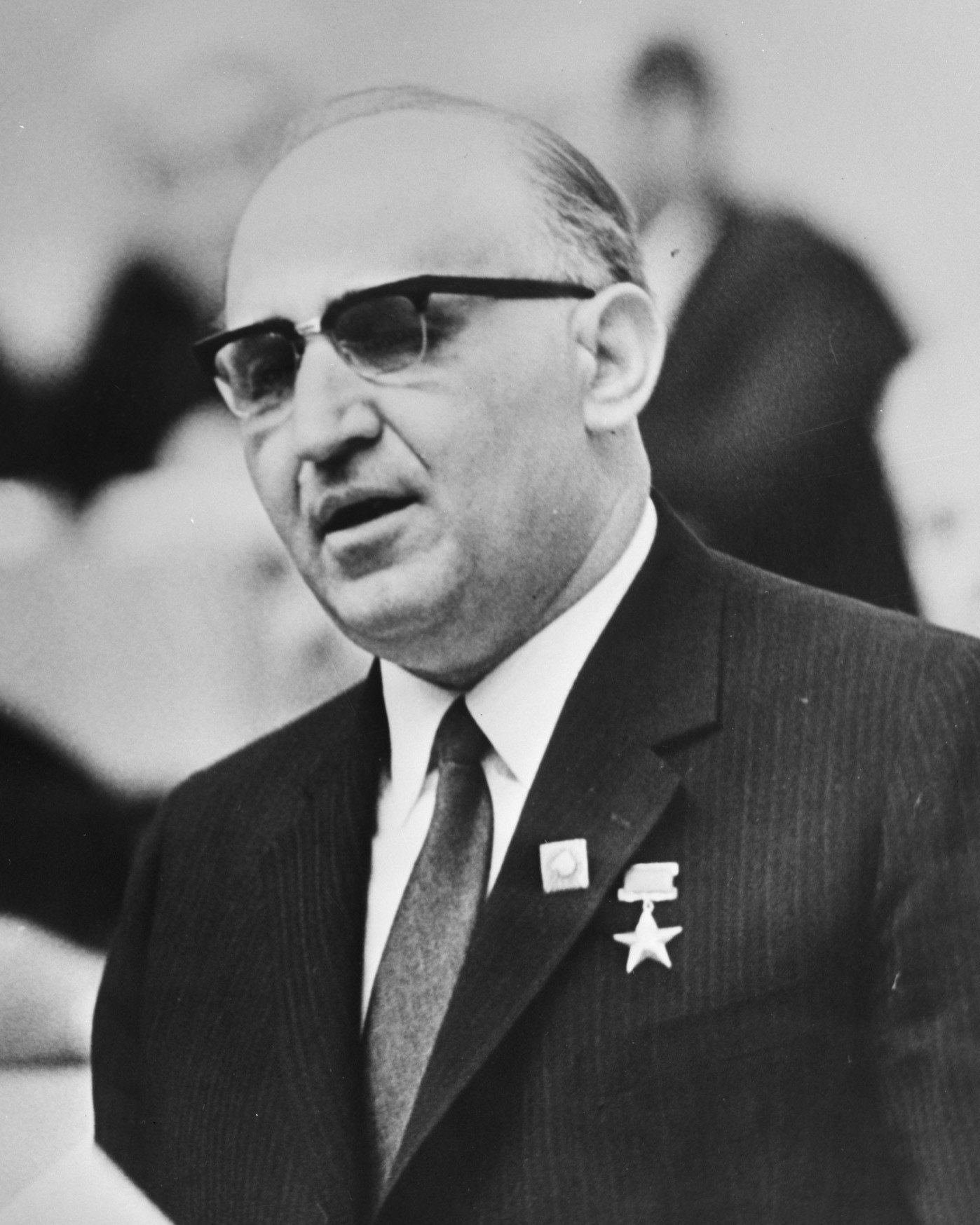
Premier Todor Zjivkov (1911-1998). Naast premier was hij sinds 1954 secretaris-generaal van de BKP

De poging tot staatsgreep in Bulgarije van 1965 (ook het Complot tegen Zjivkov of April-samenzwering genoemd) vond plaats in april van dat jaar. Functionarissen van de Bulgaarse Communistische Partij (BKP) en enkele hoge militairen waren van zins om op 14 april 1965 de regering ten val te brengen en de Bulgaarse leider Todor Zjivkov (1911-1998) te vervangen. De samenzwering werd ontdekt door de Bulgaarse geheime dienst en in de nacht van 7 en 8 april werden verschillende personen opgepakt die in verband werden gebracht met het voorbereiden van de couppoging. De precieze bedoelingen van de samenzweerders en de omvang van het complot zijn nog altijd in nevelen gehuld.

## Voorgeschiedenis
Vanaf het aantreden van Zjivkov als secretaris-generaal van de BKP in 1954 volgde er een periode van relatieve ontspanning. De partij- en staatsleiding liet de teugels ietwat vieren. Dit stuitte op verzet onder de haviken binnen de BKP die voorstander waren van een harde lijn. Onder hen bevonden zich Ivan Todorov-Goroenja, lid van het centraal comité van de BKP en generaal Tsvjatko Anev, die bekend stonden om hun anti-revisionistische opvattingen en sympathieën voor de Volksrepubliek China (na het zgn. rode schisma tussen de Sovjet-Unie en China werd laatstgenoemde staat gezien als het anti-revisionistische land bij uitstek). Todorov-Goroenja werd vanwege zijn opvattingen eerder op een zijspoor gezet, maar wist later toch weer door te dringen binnen de hoogste echelons van de communistische partij. 
Sinds oktober 1964 werd door de samenzweerders een coup voorbereid die op 14 april 1965, de dag waarop het centraal comité in zitting bijeen zou komen in de hoofdstad Sofia, zouden de militaire deelnemers aan de samenzwering de vergaderzaal binnendringen en hun eisen op tafel leggen. Bij tegenstand zouden de militairen overgaan tot het gebruik van geweld. Althans, dit is het officiële relaas dat later door de Bulgaarse autoriteiten naar buiten is gebracht.  
Sinds februari 1965 was de Bulgaarse inlichtingendienst op de hoogte van de samenzwering. Bij een voltallige zitting van het centraal comité op 23 maart laat Zjivkov verkapt doorschemeren dat hij op de hoogte in van een samenzwering. Todorov-Goroenja die bij deze zitting aanwezig is. Als Todorov-Goroenja door heeft dat hij ontmaskerd is doen hij en generaal Anev er alles aan om de rol van hun medestanders te verdoezelen om zo de indruk te wekken dat alleen zij iets met de samenzwering van doen hebben. (De inlichtingendienst beschikt dan echter al over een lijst van samenzweerders.)

## Arrestatie en vervolging van de samenzweerders
In de nacht van 7 op 8 april 1965 werden verschillende hoge militairen en partijfunctionarissen van hun bed gelicht en gevangengezet. Onder hen bevond zich ook generaal Anev; generaal Todorov-Goroenja pleegt kort voor zijn arrestatie zelfmoord. De bedoeling van de Bulgaarse regering de hele operatie stil te houden mislukte omdat nog dezelfde maand berichten opdoken in de westerse pers over de arrestatie van de vermeende coupplegers in Bulgarije. Op 22 april bracht het Bulgaarse staatspersbureau een bericht naar buiten waarin werd ontdekt dat er sprake was van een samenzwering tegen de partij- en staatsleiding, maar tegelijkertijd werd erkend dat er verschillende hoge functionarissen waren opgepakt. Bericht werd ook dat Todorov-Goroenja, lid van het centraal comité van de BKP, zelfmoord had gepleegd. Iets later, op 8 mei, verklaarde Zjivkov in Sofia dat er inderdaad een samenzwering was ontdekt van enkele "verachtelijke avonturiers (...) en gewetenloze machtzoekers". Op 19 juni werd bekendgemaakt dat er inmiddels een proces had plaatsgevonden waarin negen personen waren veroordeeld tot gevangenisstraffen variërend van 3 tot 15 jaar.
De Bulgaarse leider Zjivkov verklaarde in juli dat de samenzweerders pro-Chinese sympathieën koesterden en gekant waren tegen het in hun ogen "revisionistische" beleid van de partijleiding.
Veel over de samenzwering is nog altijd onduidelijk. Het lijkt aannemelijk dat de samenzweerders de Volksrepubliek China zagen als een lichtend voorbeeld voor Bulgarije en gekant waren tegen de pro-Russische partijleiding. Een andere verklaring is dat de samenzweerders, waaronder zich een groot aantal partizanen (verzetsstrijders tijden de Tweede Wereldoorlog) bevonden - w.o. Todor-Goroenja en Anev -, vooral tot doel hadden om nationale zelfstandigheid van Bulgarije ten opzichte van de Sovjet-Unie te vergroten. Van Todor-Goroenja wordt gezegd dat hij meende dat Zjivkov een vrijmetselaar was en deel uitmaakte van een groep wereldleiders, allen vrijmetselaars, met als doel de wereld te beheersen. Volgens Todor-Goroenja was Zjivkov dan ook eigenlijk geen echte communist, maar een zetbaas van de maçonnieke wereldleiders.

## Rehabilitatie
Op 15 juni 1990 werden de deelnemers aan de poging tot staatsgreep door het hooggerechtshof volledig gerehabiliteerd.